# Sparrmanmedaljen
Sparrmanmedaljen, uppkallad efter Anders Sparrman, är en medalj som har skapats och delas ut av Etnografiska museet. Mottagare är bland andra Kung Gustaf VI Adolf (som även fick den första, 1971) och Sigvald Linné (1972).
Etnografiska museets styrelse beslutade att ”medaljen skall kunna utdelas för antingen framstående vetenskapliga insatser inom museets ämnesområde eller för stora insatser för museets utveckling”. Det beslutades även att medaljen skulle utdelas sparsamt. Styrelsen som instiftade medaljen inkluderade bland andra dåvarande ordföranden Lennart Uhlin och museidirektören Bengt Danielsson.
Medaljen formgavs av Edvin Öhrström. Etnografiska museets styrelses krav var att en av medaljens sidor skulle prydas med ett porträtt av Anders Sparrman. Den andra sidan av medaljen formgavs med inspiration av dekorationen på en krok från Tonga som samlades in av Sparrman under James Cooks andra expedition och som förvaltas av Etnografiska museet (inventarienummer 1799.02.0009).

## Pristagare
Listan är inte fullständig.

- Gustav VI Adolf (1971)
- Sigvald Linné (1972)
- Lennart Uhlin (1975)
- Karl-Erik Larsson (1999)
- Åke Hultkrantz (2000)
- Roland Ekman (2007)
- Karl-Gunnar Lidström (2008)
- Anita Utter (2013)
- Håkan Wahlquist (2013)